# Geringswalde
Geringswalde è una città di 4 158 abitanti della Sassonia, in Germania.
Appartiene al circondario (Landkreis) della Sassonia centrale (targa FG).

## Storia
Il 1º gennaio 1999 alla città di Geringswalde vennero aggregati i comuni di Aitzendorf, Arras e Holzhausen.